# Thomas Forrest

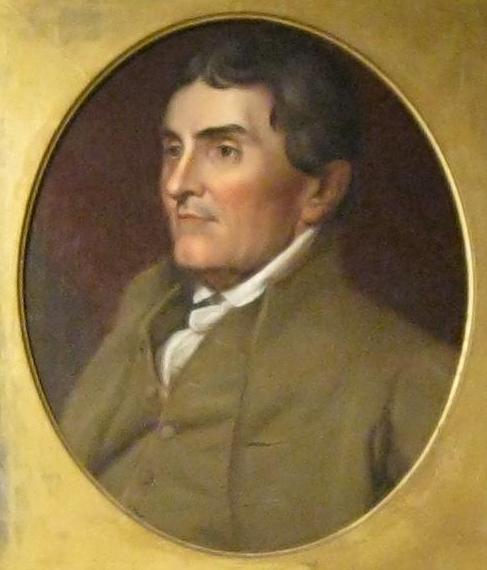
Thomas Forrest (Gemälde von Charles Willson Peale, um 1820)

Thomas Forrest (* 1747  in Philadelphia, Province of Pennsylvania; † 20. März 1825 in Germantown, Pennsylvania) war ein US-amerikanischer Politiker. Zwischen 1819 und 1823 vertrat er zwei Mal den Bundesstaat Pennsylvania im US-Repräsentantenhaus.

## Werdegang
Thomas Forrest besuchte die öffentlichen Schulen seiner Heimat. Zwischen 1776 und 1781 nahm er am Unabhängigkeitskrieg teil. Dabei stieg er bis zum Oberstleutnant auf. Über seine Tätigkeiten in den folgenden Jahren geben die Quellen keinen Aufschluss. Politisch wurde er Mitglied der Föderalistischen Partei.
Bei den Kongresswahlen des Jahres 1818 wurde Forrest im zweiten Wahlbezirk von Pennsylvania in das US-Repräsentantenhaus in Washington, D.C. gewählt, wo er am 4. März 1819 die Nachfolge von Adam Seybert antrat. Bis zum 3. März 1821 konnte er eine Legislaturperiode im Kongress absolvieren. Während dieser Zeit war er Vorsitzender des damals gegründeten Landwirtschaftsausschusses. Nach dem Rücktritt seines Nachfolgers William Milnor wurde Forrest wiederum als dessen Nachfolger in den Kongress gewählt, wo er zwischen dem 8. Oktober 1822 und dem 3. März 1823 die laufende Legislaturperiode beendete. Im Jahr 1822 wurde er nicht wiedergewählt. Er starb am 20. März 1825 in Germantown, das heute zu Philadelphia gehört.